# She's So High
«She's So High» —en español: «Ella está tan drogada»— es una canción de la banda británica de rock Blur, lanzada como sencillo de doble lado A con «I Know» el 15 de octubre de 1990 como su sencillo debut. Es la primera pista del álbum debut de la banda, Leisure, lanzado en 1991.

## Contenido
La obra de arte fue diseñada por Mel Ramos y muestra a una mujer desnuda montada en un hipopótamo; cuando se lanzó el sencillo la portada generó polémica, que mucha gente la calificó de ser «sexista». Casi diez años después, se utilizó una imagen ampliada para promocionar la gira en vivo The Singles Night.

## Video musical
El video de la canción muestra principalmente a los miembros de la banda filmados desde arriba y actuando mientras hay fondos psicodélicos que se desplazan.
En el especial MTV Blurography de 1996, en el que los miembros de la banda hablaron sobre los videos promocionales, el baterista Dave Rowntree recordó: «El director de nuestra compañía discográfica, David Balfe, quiso darnos una mano en el video. Estaban estos anillos de neón suspendidos del techo por tres cables, cada uno con alguien sosteniendo un cable. Él [Balfe] quería que estas personas balancearan los cables para que los anillos de neón se movieran. Seguía gritando: "¡Todavía no he visto el bamboleo definitivo!"». El cantante principal, Damon Albarn, apareció con una camiseta de Penguin Books, que se ha convertido en una especie de icono de culto.

## Lanzamiento
«She's So High» alcanzó el puesto 48 en el UK Singles Chart. Fue nombrado sencillo de la semana de NME,[cita requerida] y más tarde se incluyó en Blur: The Best Of junto con otras canciones que tenían buenas posiciones en los rankings, una indicación de su máxima popularidad. Es una de las pocas pistas de ese álbum que la banda ha seguido tocando en vivo a lo largo de su carrera.

## Lista de canciones
| - 12" 1. «She's So High» 2. «Sing» 3. «I Know» (versión extendida) - 7" y casete 1. «She's So High» (edit) 2. «I Know» | - CD 1. «She's So High» (edit) 2. «I Know» (versión extendida) 3. «Down» - CD (Europa) 1. «She's So High» (edit) 2. «I Know» 3. «High Cool» (easy listening mix) 4. «Bad Day» (leisurely mix) |

## Personal
Blur
- Damon Albarn – voz, sintetizadores, producción en «Sing» y «Down»
- Graham Coxon – guitarra, coros, producción en «Sing» y «Down»
- Alex James – bajo, coros, producción en «Sing» y «Down»
- Dave Rowntree – batería, coros, producción en «Sing» y Down»

Productores adicionales
- Steve Lovell – producción en «She's So High» y «I Know»
- Steve Power – producción en «She's So High» y «I Know»

## Posicionamiento en las listas
| Lista (1991)     | Posición más alta |
| ---------------- | ----------------- |
| UK Singles Chart | 48                |

## Nota
1. ↑  Muy erróneamente traducido como «Ella está tan alto».